# Bo bui gai wak
Bo bui gai wak (Chinês tradicional: 寶貝計劃; Chinês simplificado 宝贝计划; Pinyin bǎobèi jìhuà; br: Três Ladrões e um bebê; pt: À Procura do Bebé) é um filme de Hong Kong, do gênero comédia, co-escrito, produzido e dirigido por Benny Chan, e estrelado por Jackie Chan, Louis Koo, Yuen Biao e Michael Hui. O filme foi produzido com um orçamento de HK$ 130 milhões (US$ 16,8 milhões) e filmado entre dezembro de 2005 e abril de 2006.
O filme, conta a história de um sequestro por engano em Hong Kong; uma quadrilha de assaltantes formada por Thongs (no Brasil: Pé-de-chinelo), Octopus (No Brasil: Lula) e Landlord (Senhorio) sequestram um bebê de uma família rica, em nome dos tríades. Com Landlord preso, Thongs e Octopus são obrigados a cuidar do bebê por um tempo, e desenvolvem fortes laços com ele.
Bo bui gai wak foi lançado em Hong Kong, China e no Sudeste Asiático, em 29 de setembro de 2006 e recebeu críticas positivas. O filme liderou as bilheterias chinesas em outubro de 2006 e apesar de não ser lançado na maioria dos países europeus, arrecadou mais de US$ 20 milhões no mundo.

## Elenco
- Jackie Chan (成龍) interpreta Thongs (人字拖)
- Louis Koo (古天樂) interpreta Octopus (八達通)
- Michael Hui (許冠文) interpreta The Landlord (包租公)
- Matthew Medvedev interpreta Matthew, o bebê
- Yuen Biao (元彪) interpreta Inspector Steve Mok (莫史迪)
- Teresa Carpio as interpreta Landlady (包租婆)
- Gao Yuanyuan (高圓圓) interpreta Melody
- Terence Yin (尹子維) interpreta Max
- Chen Baoguo (陳寶國) interpreta chefe da tríades.
- Ken Lo (盧惠光) e Hayama Go (葉山豪) interpretam Balde e Tokyo Joe

## Produção
Bo bui gai wak foi uma produção conjunta da JCE Movies Limited, uma empresa criada por Jackie Chan em 2003, e Huayi Brothers Film e Taihe Investment Company. Chan já atuou em mais de 50 filmes de ação, e deu a entender nos últimos anos que ele tem cansado de ser rotulado como o "cara legal". O filme é reconhecido como o primeiro em mais de 30 anos, no qual ele interpreta um caráter negativo, um jogador compulsivo e criminal.

### Roteiro
Jackie Chan afirmou que não queria interpretar o papel típico cara legal que tem sido nos filmes anteriores. Eventualmente, Benny Chan e o roteirista Alan Yuen teve uma ideia ousada: Chan vai interpreta Thongs, um criminoso, que abandonou sua família por causa de seu hábito de jogo. Benny Chan tinha inicialmente previsto para Jackie interpretar um verdadeiro vilão no entanto, o roteiro foi abandonado para satisfazer os censores chineses. Foi a terceira vez em sua carreira que Chan interpreta um personagem que é condenado à prisão.
Chan escreveu as seqüências de ação, enquanto o diretor Benny Chan escreveu elementos dramáticos do filme, concluindo o roteiro em outubro de 2005.

### Escolha do elenco
O elenco de Bo bui gai wak inclui atores que vão desde a iniciante Gao Yuanyuan ao veterano Chen Baoguo. Daniel Wu e Nicholas Tse, que estrelaram New Police Story, fazem aparições como motoristas de van durante uma perseguição de carro.
Octopus, sócio Thong no crime, é interpretado por Louis Koo, ele co-estrelou com Jackie Chan, uma série de cenas de ação e era o favorito do bebê sempre que o bebê chorava, Koo foi sempre o primeiro a animá-lo
The Landlord, é interpretado por Michael Hui, ele foi escolhido para o papel porque é o ator ideal para interpretar um personagem que convence os outros a fazerem coisas más. Os produtores tinha a intenção de Michael Hui lutar junto com Jackie Chan e Louis Koo, no entanto, finalmente foi decidido que Hui simplesmente ia agir como o cérebro da quadrilha.
Yuen Biao e Jackie Chan a  dupla, junto com Sammo Hung, foram colegas de escola da Ópera de Pequim e estrelaram uma série de filmes de comédia e ação na década de 1980, como Projeto China, Wheels on Meals e a trilogia Lucky Stars. Chan tinha a intenção de estrelar o filme com os dois, reunindo o trio pela primeira vez desde 1988. No entanto, Sammo Hung recusou devido a conflitos de agenda. Yuen Biao interpretou o papel de inspetor de polícia, designado a investigar o desaparecimento do bebê.
Mais de 100 testes foram realizados até que o bebê adequado foi encontrado para estrelar o filme. Benny Chan escolheu Mateus Medvedev, uma criança de um ano de ascendência chinesa e colômbiana. Mateus Medvedev foi encontrado na rua, quando um diretor-assistente o viu com seus pais na ferrovia metropolitana de Hong Kong.

### Filmagens
Bo bui gai wak é o terceiro filme do Jackie Chan, dirigido por Benny Chan, após Who Am I? e New Police Story. As filmagens principais correram em Hong Kong, entre dezembro de 2005 e abril de 2006 com um orçamento de US$ 16,8 milhões. Locações incluídas, Sai Kung Town, Sha Tin, Ocean Park Hong Kong, Ciberporto de Hong Kong, Tai Po, Waterfront Park e Victoria Prison.